# Neopasites fulviventris
Neopasites fulviventris är en biart som först beskrevs av Cresson 1878.  Neopasites fulviventris ingår i släktet Neopasites och familjen långtungebin. Inga underarter finns listade i Catalogue of Life.